# Robert Rodes
Robert Emmett Rodes (ur. 29 marca 1829 zm. 19 września 1864) – amerykański inżynier i generał w armii Skonfederowanych Stanów Ameryki podczas wojny secesyjnej. Zginął w bitwie o dolinę Shenandoah.